# مهرداد صدقی
مهرداد صدقی (زاده ۱۳۵۶) نویسنده ایرانی زاده شهر بجنورد است با کتاب آبنبات هلدار معروف شد و آخرین جلد مجموعه با نام آبنبات لیمویی را در سال 1403 منتشر کرد. سریال تلویزیونی پدر پسری اقتباسی از کتاب آخرین نشان مردی نوشته صدقی است.

## آثار
- آبنبات هل‌دار

- آبنبات پسته‌ای

- آبنبات دارچینی
- آبنبات نارگیلی
- ابنبات لیمویی
- تعلیمات غیراجتماعی

- آخرین نشان مردی

- دومین نشان مردی

- سال سیل
- لعبتکان

- دژاوو[۲]

- میرزا روبات

- مغزنوشته‌های یک نوزاد

- مغزنوشته‌های یک جنین

## پدر پسری
سریال تلویزیونی پدر پسری که در رمضان ۱۳۹۹ از شبکه پنج پخش شد اقتباسی از کتاب آخرین نشان مردی نوشته مهرداد صدقی است

## سری دوم مسابقه بخون و ببر
کتاب آبنبات هلدار نوشته مهرداد صدقی در سری دوم مسابقه کتابخوانی بخون و ببر خندوانه یکی از کتاب‌های مسابقه بود